# Клевер паннонский
Кле́вер панно́нский (лат. Trifólium pannónicum) — многолетнее растение, вид рода Клевер (Trifolium) семейства Бобовые (Fabaceae).

## Описание

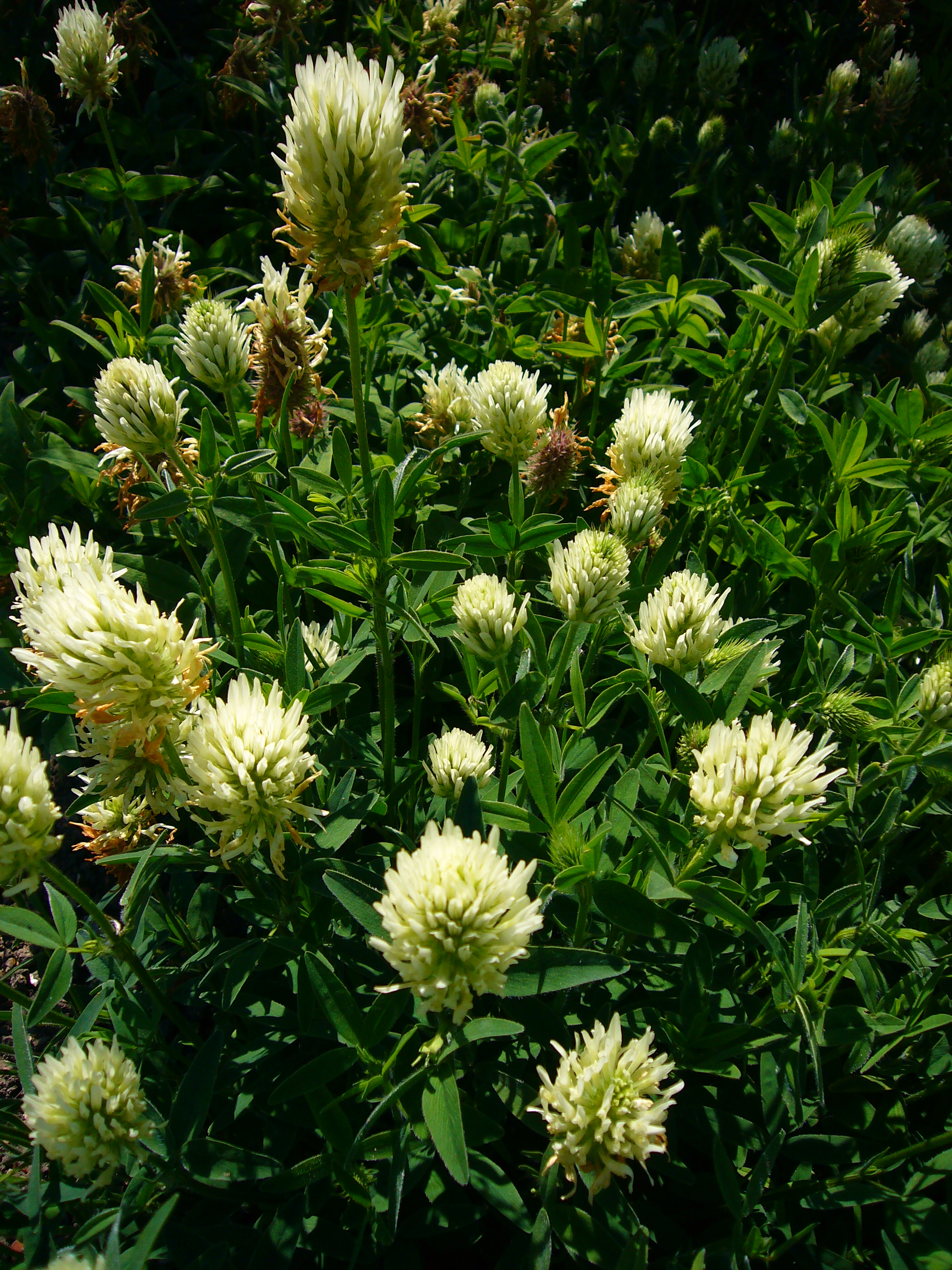

Многолетнее травянистое растение с несколькими прямыми, в основании восходящими, иногда маловетвистыми стеблями 40—80 см в высоту. Поверхность стеблей покрыта оттопыренным опушением, продольно разлинованная, буроватая. Нижние листья на довольно длинных черешках, постепенно укорачивающихся ближе к верхушке. Прилистники линейные до продолговатых, приросшие к черешкам. Листочки эллиптической формы, с обеих сторон волосисто-опушённые.
Соцветия — головки на короткой, затем удлиняющейся ножке, яйцевидной формы 4—7×3—4 см, с многочисленными цветками. Цветки белые, кремовые или бледно-жёлтые, до 2,5 см длиной. Чашечка цилиндрическая, затем колокольчатая, трубка волосистая, 4—5 мм длиной, зубцы линейные, длиннее трубки. Венчик в два раза длиннее чашечки, флаг намного длиннее вёсел и лодочки.
Плоды — плёнчатые односемянные бобы. Семя желтоватого цвета.
Растение самонесовместимо. Часто встречаются полиплоиды:  2n = 48, 49, 60, 65, 126, 128, 130, 180.

## Экология и распространение
Произрастает на сухих лугах и в лесах, по опушкам.
Распространён на юге Средней Европы и на севере Балканского полуострова — в Карпатах и в их предгорьях, в Приморских Альпах. Описано из Венгрии.

## Хозяйственное значение
Питательное кормовое растение, хороший медонос. Может расти в культуре до 10 лет. Морозостойко и засухоустойчиво. Также выращивается как декоративное.

## Таксономия

### Синонимы
- Trifolium armenium Willd., 1809
- Trifolium elongatum Willd., 1802
- Trifolium nemorosum Gaterau, 1789